# پیر شفر
پیر شِـفِـر (فرانسوی: Pierre Schaeffer‎؛ تلفظ فرانسوی: [ʃɛfɛʁ]؛ ۱۴ اوت ۱۹۱۰ – ۱۹ اوت ۱۹۹۵) آهنگساز، موسیقی‌دان، موسیقی‌شناس، صوت‌شناس، مهندس، مخترع، پژوهشگر، نویسنده، تهیه‌کننده موسیقی، مجری رادیو و منتقد فرهنگی اهل فرانسه بود. وی بین سال‌های ۱۹۴۲ تا ۱۹۹۰ میلادی فعالیت می‌کرد.
فعالیت‌های علمی او به ویژه در زمینهٔ ارتباطات و صوت‌شناسی و همچنین آثاری که در زمینهٔ موسیقی و ادبیات، پس از پایان جنگ جهانی دوم خلق نمود، در کنار فعالیت‌هاش در جنبش ضد هسته‌ای و به عنوان یک منتقد فرهنگی و مجری رادیویی، شهرت فراوانی برایش به ارمغان آورد.
او از دانش‌آموختگان «سوپِـلِـک» و «پلی‌تکنیک پاریس» بود و به‌خاطر ابداعاتش پیشگام موسیقی تجربی و موسیقی الکترونیک برشمرده‌می‌شود.